# Joan II Borja
Joan de Borja i Enríquez (Gandia 1493 - 1543) fou III Duc de Gandia i Baró de Llombai (1497-1543).

## Antecedents familiars
Fill de Joan de Borja (i, per tant, net del papa Roderic de Borja) i de Maria Enríquez, cosina de Ferran el Catòlic.

## Biografia
Joan II Borja serà un dels nobles més destacats en la lluita contra els agermanats, sent el seu ducat un dels centres de l'alçament. El 1521 es produí la batalla de Gandia, moment culminant de la Revolta de les Germanies, ja que els agermanats van derrotar el virrei Diego Hurtado de Mendoza. Aquesta victòria dels agermanats suposà el saqueig del palau ducal i el bateig forçós a l'abundant població musulmana del ducat (que es dedicava principalment al conreu de la canya de sucre). El duc tingué una actuació important en les Germanies i a la revolta de la Serra d'Espadà, com a resultat d'això fou l'amistat entre Joan i l'emperador Carles V, vinculant la família dels Borja amb la cort dels Àustries.
Encara que no se'l pot considerar un humanista, va mantindre una forta vinculació amb Erasme i els seus seguidors hispans, de la mateixa manera que mantingué correspondència amb Lluís Vives.
El testament atorgat el 1543 feia hereu del patrimoni de Gandia al seu fill primogènit, Francesc de Borja. Al primer fill del seu segon matrimoni, Pere Lluís Galceran de Borja i de Castre-Pinós, li deixà la Baronia de Navarrés; els altres fills es destinarien a la carrera eclesiàstica.

## Núpcies i descendents
Es va casar amb Joana d'Aragó i de Gurrea (filla de l'arquebisbe Alfons d'Aragó), amb qui tingué:
- Francesc de Borja, duc de Gandia i jesuïta (Sant Francesc de Borja), casat amb Elionor de Castro.
- Alfons de Borja, abat de Valldigna
- Enric de Borja, cardenal i bisbe de Squillace
- Lluïsa de Borja (1520-1560), casada amb Martí d'Aragó i Gurrea, duc de Vilafermosa

Després de quedar-se vidu, el 1530, s'uní a Francesca de Castre-Pinós, amb la qual van tenir:
- Jeroni de Borja, mort infant
- Magdalena Clara de Borja
- Dídac de Borja, mort infant
- Felip de Borja, mort infant
- Pere Lluís Galceran de Borja i Castre-Pinós, 1er marqués de Navarrés, virrei de Tlemcen, Tunis, capità general d'Orà i Massalquivir, virrei i capità general de Catalunya.
- Roderic de Borja, cardenal i baró de Navarrés
- Tomàs de Borja, arquebisbe de Saragossa
- Elionor de Borja, casada amb Miquel de Gurrea i Montcada,
- Margarida de Borja, casada amb Federic de Noronha, senyor de Monòver, Moixent i Novelda, així com baró d'Oraní, Gallura, Nuoro i Vito a Sardenya.

També mantingué una relació extra-matrimonial amb Caterina Dias de la qual va tenir un fill il·legítim:
- Joan Cristòfor de Borja